# Drive by wire
Drive-by-wire (engelska för 'styra-via-kabel'; även DbW, by-wire, x-by-wire eller steer-by-wire) är en teknik för styrning av fordon. Inom bilindustrin ersätter denna teknik de traditionella mekaniska styrsystemen med elektroniska styrsystem, där elektromekaniska aktuatorer och ett gränssnitt mellan människa och maskin efterliknar pedal- och styrkänslan. Konceptet liknar fly-by-wire inom flygbranschen.
Med drive-by-wire finns det ingen fysisk anslutning mellan gaspedalen och motorn. Sensorer berättar för en dator hur långt ner föraren har tryckt på pedalen, och denna information översätts och skickas till reglage som varierar motorns varvtal. Genom att använda den här tekniken behövs inte längre ett antal traditionella komponenter såsom rattstången, mellanaxlar, pumpar, slangar, remmar, kylare, vakuumservo och huvudcylindrar. Att dessa komponenter kan slopas medför att styrsystemen kräver mindre utrymme, vilket innebär att bilens front därmed kan göras mindre.. Säkerhetsstandarder för drive-by-wire specificeras av ISO 26262 standardnivå D.

## Egenskaper

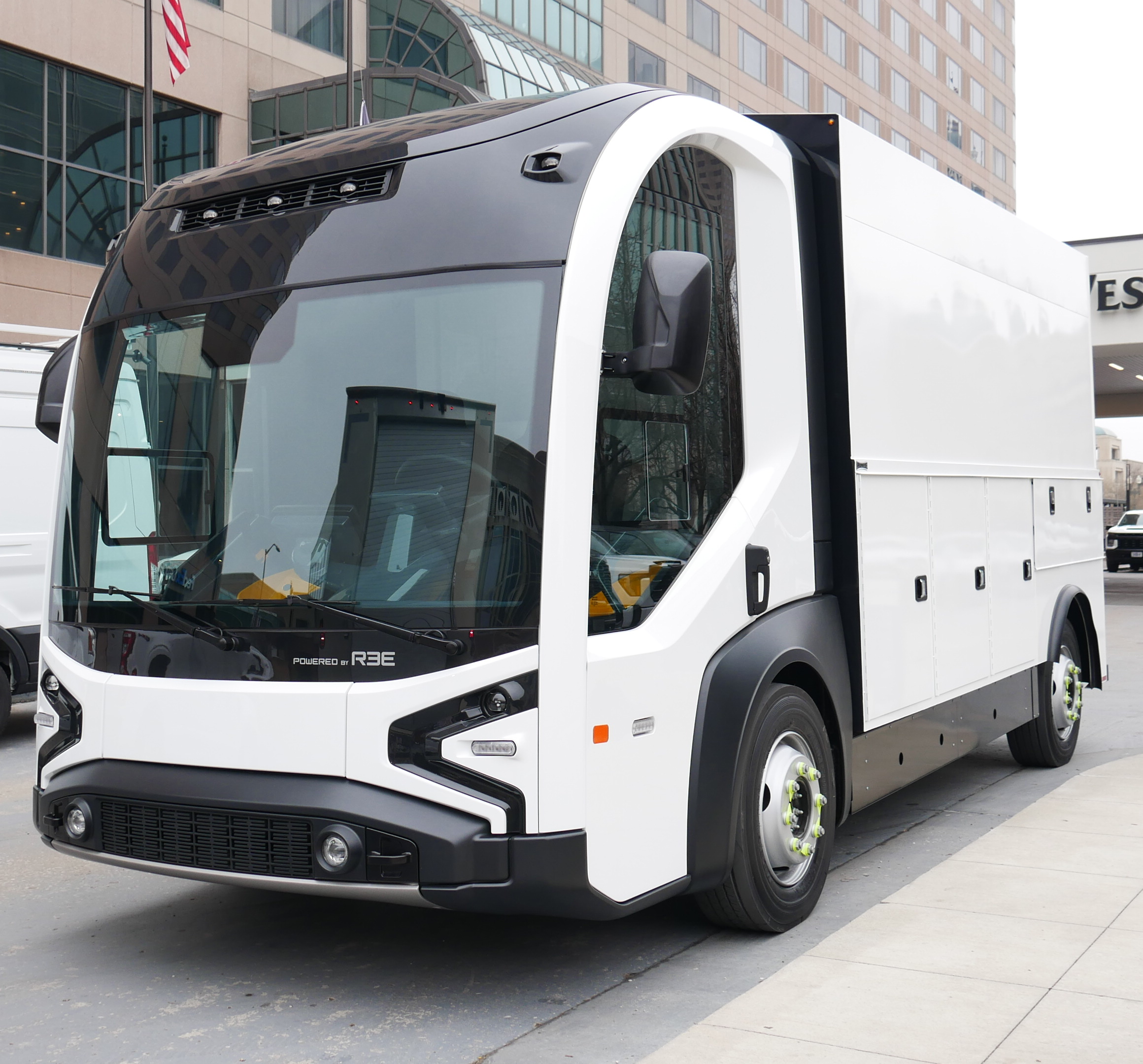
REE P7-C-lastbilen är det första kommersiellt tillgängliga fordonet som är vägcertifierat i USA med alla by-wire-kontroller, som körning, styrning, broms och parkeringsbroms-by-wire, gemensamt kallat x-by-wire.

Att avstå från mekaniska länkar har flera fördelar. Det minskar komplexiteten och förenklar monteringen, förenklar service och trimning, minskar kraften som krävs för att koppla in ingångar och gör att den kan anpassas med haptisk teknologi (exempel: känslan av en knapptryckning på en styrplatta eller smartmobilskärm trots frånvaron av knapp). Tekniken möjliggör större inredningsfrihet vid placeringen av inmatningsmekanismer, möjliggör automatisering av körfunktioner och minskar kabinbuller genom att eliminera den fysiska kopplingen till drivsystemen. Minskandet av golvöppningarna förbättrar fordonets krockbeteende. Eftersom förarens inmatningar kan åsidosättas kan säkerheten förbättras genom att tillhandahålla datorstyrda ingrepp av fordonskontroller med system som elektronisk stabilitetskontroll (ESC), adaptiv farthållare och filassistanssystem.
Varje drive-by-wire-system leder till fler ställdon i fordonet och därmed högre energiförbrukning. Till exempel lägger drive-by-wire-tekniken till ställdonsmotorer för att skapa det vridmoment som behövs för att vrida hjulen, och en återkopplingsgivare för att skapa "vägkänslan" på ratten.
Säkerhetsöverväganden kräver redundans för förarens ingångssensorer, fordonskommunikationsnätverk, ställdon och andra system. Bilsäkerhetsstandarder som ISO 26262 kräver drive-by-wire-felsäkra beteenden.

## Säkerhet och trygghet

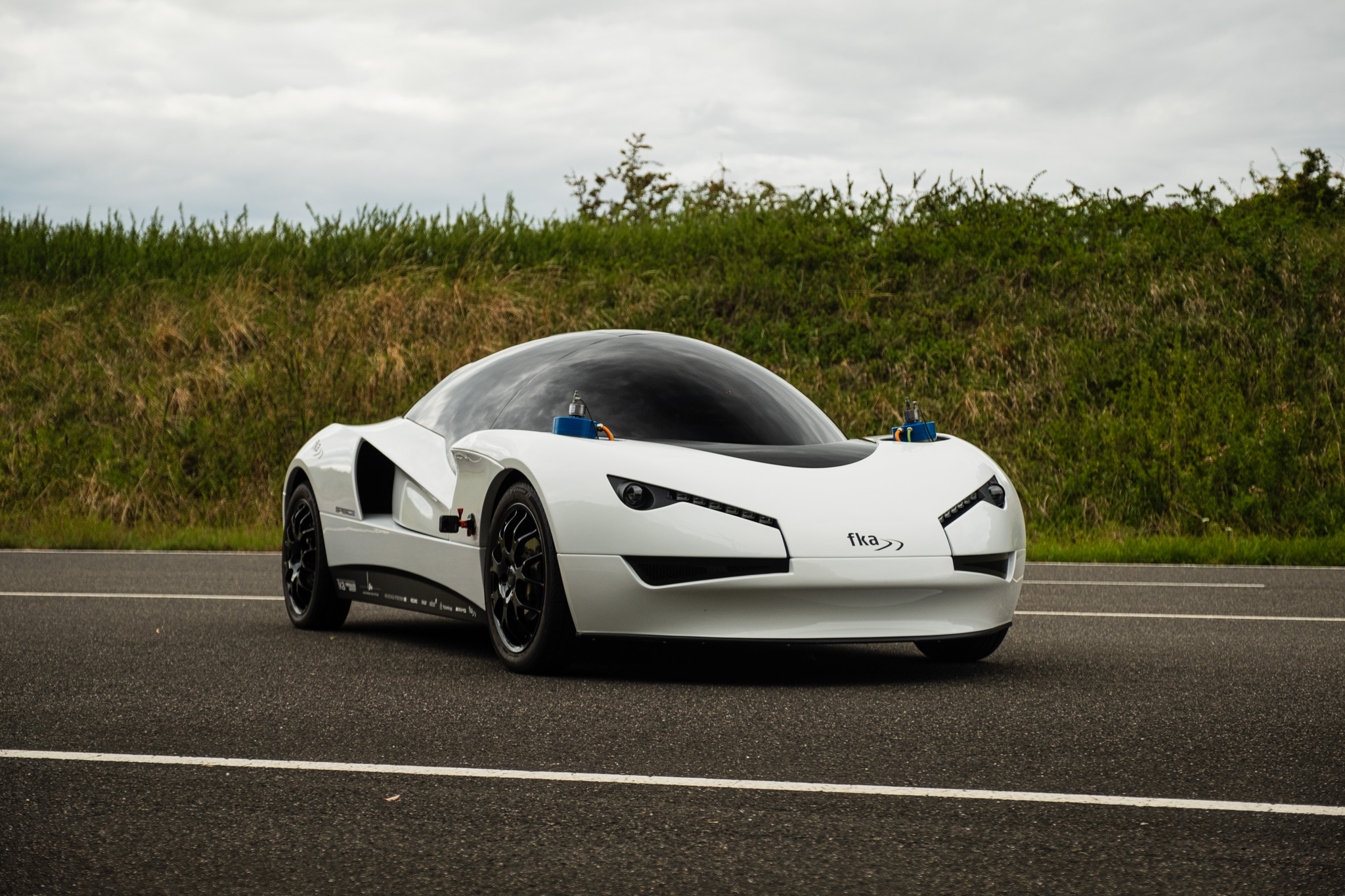
SpeedE, en akademisk konceptbil utvecklad för att studera drive-by-wire-teknik

Fel i drive-by-wire-system kan leda till potentiellt farliga situationer, där säkerheten helt beror på fordonets felläge. Aachens universitets institut för motorfordon (ika – Institut für Kraftfahrzeuge Aachen) studerar i samarbete med bland andra Mercedes-AMG driften, riskerna och säkerhetsmekanismerna för drive-by-wire-system genom sitt drive-by-wire-konceptfordon SpeedE. Undersökta scenarier är förlust av kontroll över acceleration, bromsar eller styrning.
Tidiga by-wire-system hade mekaniska backup-system för de tillfällen när by-wire-systemen felade. Det moderna drive by wire-paradigmet undviker mekaniska säkerhetskopior och förlitar sig på redundans, feloperativa system och andra skydds- och säkerhetsåtgärder. Detta inkluderar beräkningsredundans genom lock-step-processorer och funktionell redundans genom modulär design, där felet i en modul kompenseras av en identisk modul. I det sistnämnda fallet kan exempelvis vridmomentvektoring kompensera för en felaktig styr- eller bromsmodul. Vidare kan systemen innehålla multi-sensor-feldetektering, självisolering av skadade system och feltolerant kommunikation. Sådana felsäkerheter specificeras av ISO 26262 standardnivå D.
Bedömning och standardisering av drive-by-wire-baserad datorsäkerhet har också skett. Forskare visade 2011 och 2013 att vissa system i kommersiellt tillgängliga fordon är känsliga för hackning, vilket möjliggör extern kontroll av fordonet. Hackningskontroll omfattar fjärraktivering av system som biltuta, vindrutetorkare, gaspedal, bromsar och transmission. Moderna standarder som ISO/SAE 21434-standarden och UNCE-reglerna 155, 156 och 157 kräver kryptografiskt säkrade moduler vilka krypterar all kommunikation mellan ECU:erna och drivsystemkomponenterna.

## System

### Broms-by-wire
Ett broms-by-wire-system eliminerar behovet av en mekanisk anslutning som överför kraft mellan bromsarna och förarens inmatningsapparat (exempelvis pedal eller spak). De tre huvudtyperna av broms-by-wire-system är:
- elektroniska parkeringsbromsar, som sedan 2000-talets början blivit vanligare
- elektrohydrauliska bromsar (EHB), som kan införas tillsammans med äldre hydrauliska bromsar och som sedan 2020 har funnits i småskalig användning inom bilindustrin
- elektromekaniska bromsar (EMB) som inte använder någon hydraulisk vätska. Dessa hade fram till 2020 ännu inte introducerats framgångsrikt i serietillverkade fordon, på grund av deras nya aktiveringsmetoder.[12]

### Växling-by-wire
Växling-by-wire använder elektriska eller elektroniska anslutningar som ersätter den mekaniska anslutningen mellan förarens växlingsmekanism och transmissionen. Sedan det blev kommersiellt tillgängligt 1996, har växling-by-wire ofta använts i en automatiserad manuell växellåda. Tekniken har senare implementerats i halvautomatisk växellåda och automatisk växellåda.
Parkering-by-wire kan betraktas som en form av växling-by-wire. Den ska inte förväxlas med parkeringsbroms-by-wire som kopplar in en parkeringsbroms, eftersom parkering-by-wire kopplar in parkeringsspärren. En parkeringsspärr i en traditionell automatisk växellåda har en mekanisk länk till växelspaken och låser växellådan i parkeringsläge när växelspaken är i läget "parkering". Ett parkering-by-wire-system använder elektroniska kommandon som skickas till ett ställdon som kopplar in parkeringsspärren.

### Styrning-by-wire
Ett fordon utrustat med ett styrning-by-wire-system kan styra några eller alla sina hjul utan en rattstång kopplad till hjulaxlarna. Det skiljer sig från elektrisk servostyrning eller traditionell servostyrning, eftersom dessa system fortfarande förlitar sig på rattstången för att mekaniskt överföra ett visst styrvridmoment till hjulen.
Ett fordon med ett styrning-by-wire-system kan styras manuellt av en förare genom en ratt, ett ok eller någon annan styranordning som är ansluten till en eller flera elektroniska styrenheter; dessa använder då ingången för att styra styrmanöverdon som vrider på hjulen och styr fordonet. Ratten eller oket kan vara utrustad/t med haptisk återkoppling för att simulera vägkänsla och hjulmotstånd och ändras beroende på fordonets hastighet eller anpassningsbara inställningar.

### Accelerering-by-wire
Accelerering-med-wire eller trottel-by-wire, mer allmänt känt som elektroniskt gasreglage, är ett system som aktiverar fordonsframdrivning utan några mekaniska anslutningar, som kablar, från gaspedalen till gasventilen på motorn eller andra framdrivningssystem. I elfordon styr detta system de elektriska motorerna genom att känna av gaspedalens ingång och skicka kommandon till strömriktarmodulerna.